# Illa de San Simón

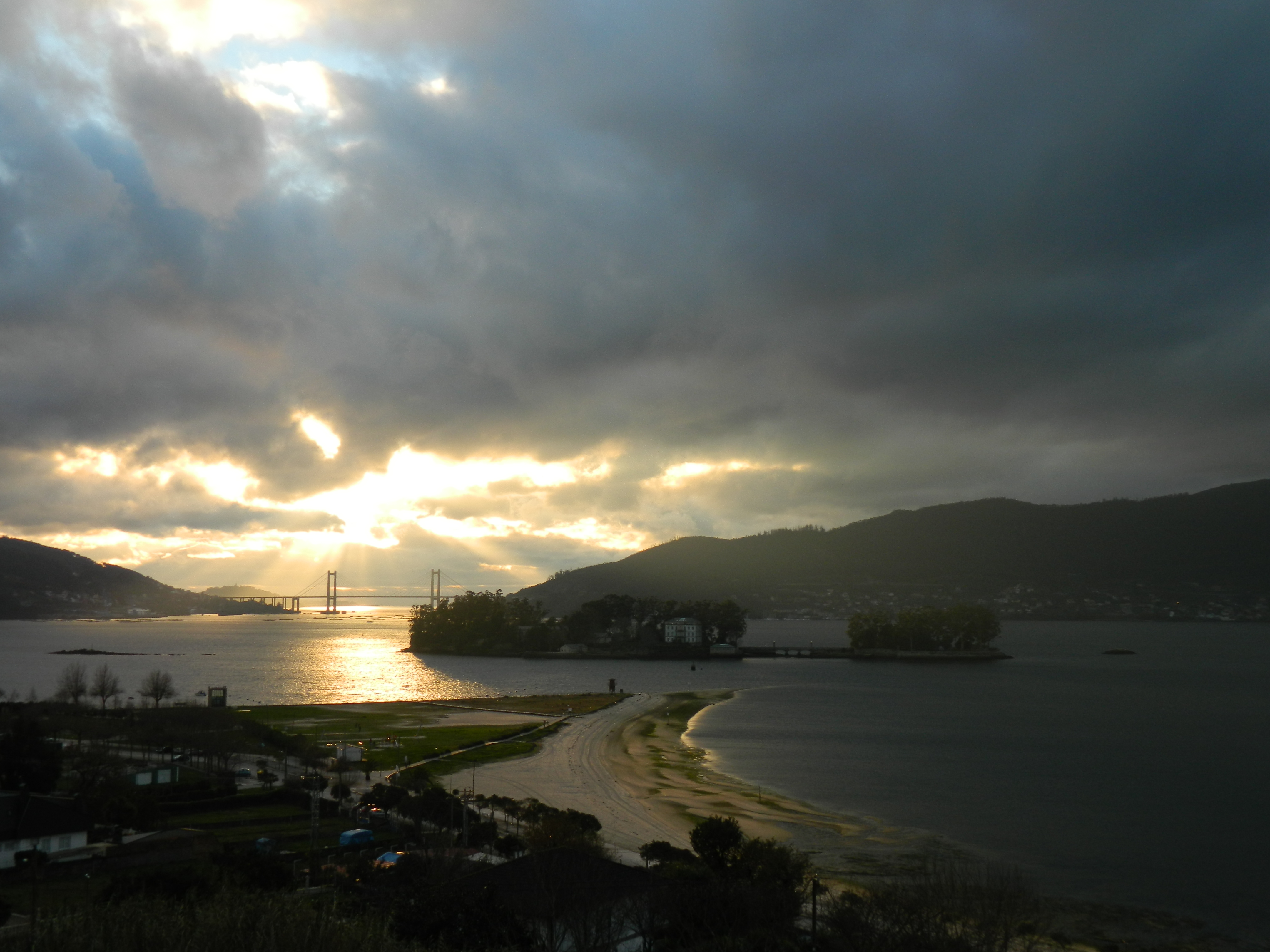
Illa de San Simón

L'illa de San Simón és una petita illa situada a l'extrem interior de la ria de Vigo, a Galícia. Es troba a pocs metres de la platja de Cesantes i pertany a la parròquia de Cesantes, al municipi de Redondela. Està unida a l'illa de San Antón per un pont. El conjunt d'ambdues illes fa 250 metres de llarg i 84 d'ample. A més hi ha dos petits illots, San Bartolomé i San Norberto.
L'illa està deshabitada però al llarg de la història s'ha utilitzat com a monestir, hospital, presó i orfenat. El seu conjunt està catalogat com a Bé d'Interès Cultural des de 1999.